# عقل (اسم)
عقل هو اسم علم مذكر من أصل عربي، ومعناه هو النهى، الإدراك، الفهم، الحبس، الدية، الحجركانت لفظه «عقل» في الأصل تعني ربط الدابة حتى لا تضلثم تطورا إلى الفهم والإدراك والعقل.

## شخصيات تحمل الاسم
- عقل الجر (1885 – 1945)
- عقل بلتاجي (10 فبراير 1941 – )

## وصلات خارجية
- موسوعة السلطان قابوس لأسماء العرب نسخة محفوظة 5 أبريل 2019 على موقع واي باك مشين.